# Preston, Idaho
Preston är en stad (city) i Franklin County, i delstaten Idaho, USA. Enligt United States Census Bureau har staden en folkmängd på 5 230 invånare (2011) och en landarea på 17,2 km². Preston är huvudort i Franklin County.